# Морозенко, Евгений Вадимович
Морозенко Евгений Вадимович – украинский государственный и общественный деятель, народный депутат Украины VII созыва, лауреат Государственной премии Украины в области науки и техники, председатель Совета директоров ПАО «Днепропетровский агрегатный завод» (ДАЗ).

## Биография
Родился 19 ноября 1958 года в Днепропетровске.

#### Родители
Отец – Морозенко Вадим Никифорович, родом из Апостоловского района Днепропетровской области, педагог, декан энерго-механического факультета Днепропетровского металлургического института (ныне – НМетАУ) в 1973-1998 гг., заведующий кафедрой технология машиностроения в 1974-1997 гг., доктор технических наук, профессор, член Нью-Йоркской академии наук.
Мать – Морозенко Алина Григорьевна, родом из Днепропетровска, работала инженером-технологом на Днепропетровском Агрегатном заводе.
Образование
Окончил Днепропетровскую среднюю школу №42 (1975 г.) и Днепропетровский металлургический институт (ныне – НМетАУ), энерго-механический факультет по специальности инженер-механик (1980 г.).
Трудовая биография
- 1980-81 – токарь-расточник цеха приспособлений и оснастки «ДАЗ»;
- 1981-82 – мастер цеха приспособлений и оснастки «ДАЗ»;
- 1982-86 – аспирант Днепропетровского металлургического института;
- 1986 – инженер-технолог ІІ категории цеха приспособлений и оснастки «ДАЗ»;
- 1986-89 – старший мастер цеха приспособлений и оснастки «ДАЗ»;
- 1989-93 – начальник цеха режущих инструментов ПО «ДАЗ»;
- 1993-97 – первый заместитель главного инженера ПО «ДАЗ»;
- 1997 – назначен председателем правления ОАО «ДАЗ»;
- 1998 – избран председателем правления ОАО «ДАЗ»;
- 2001 – избран генеральным директором – председателем правления ОАО «ДАЗ»;
- 2004 – повторно избран генеральным директором – председателем правления ОАО «ДАЗ»;
- 2007 – переведен председателем правления ОАО «ДАЗ»;
- 2012 – уволен по переводу в Центральный аппарат Верховной Рады Украины;
- 2012-14 – народный депутат Украины VII созыва.

Днепропетровский агрегатный завод
Должность председателя правления АО «ДАЗ» Евгений Морозенко занял, когда предприятие было в долгах, а рабочим не платились зарплаты. Вывел завод из кризиса путём внедрения новых схем закупки сырья и сбыта продукции, закупки нового оборудования. Пришлось много работать, чтобы оптимизировать и совершенствовать производство.
Сегодня Агрегатный завод – одно из передовых предприятий Днепропетровска. На заводе создана собственная образовательная программа – заключены договоры с лучшими профильными вузами Украины, на базовых кафедрах молодые люди учатся по заводской программе. Плата за обучение, общежитие, стипендия – все эти расходы предприятие берет на себя. Через такую систему прошли 60 руководителей, в том числе главный конструктор, главный технолог, начальники цехов.
На Агрегатном заводе есть собственная медсанчасть, введен Социальный пакет.
Награды и почетные звания:
- Заслуженный работник промышленности Украины (Указ Президента Украины №875/2002 "О награждении работников акционерного общества «Днепропетровский агрегатный завод»").
- Орден «За заслуги» III степени.
- Лауреат Государственной премии Украины в области науки и техники за научное обоснование, создание и освоение серийного производства высокопроизводительных угледобывающих комплексов нового поколения (Указ Президента Украины №979/2009 от 30 ноября 2009 года «Про присудження Державних премій України в галузі науки і техніки 2009 року»).

Спорт
Занимался многими видами спорта, но самыми серьезными увлечениями стали бокс и волейбол.
Увлечения
Рыбалка, охота, чтение. Любимый жанр – фантастика.
Семья
Жена – Морозенко Елена Петровна. Кандидат технических наук, доктор философии, заведующая кафедрой графики и начертательной геометрии Национальной металлургической академии Украины (НМетАУ).
Сын – Морозенко Роман Евгеньевич. Заместитель председателя правления – директор по развитию ПАО «Днепропетровский Агрегатный завод».

## Деятельность в Днепропетровском горсовете
С 2006 по 2012 – депутат Днепропетровского горсовета двух созывов. Во втором созыве – председатель комиссии городского совета по вопросам социально-экономического развития, бюджета и финансов.
Проекты в горсовете
1. Разработка бюджетирования работы коммунальных предприятий, согласно которому сначала утверждается финансовый план на будущий период, затем приносится отчет. Ведется статистика по каждому предприятию. Можно проследить, сколько предприятие тратит  на оплату электроэнергии в течение года, динамику заработной платы и т.д.
2. Положение о долевом участии застройщиков, в котором вместо стоимости сметы введено понятие стоимости квадратного метра по категориям строительства. Благодаря нововведению доходы городского бюджета увеличились на 78 миллионов гривен, стала развиваться программа строительства социального жилья.
3. Положение об уничтожении карантинных растений общественными организациями или предприятиями на конкурсной основе.
4. Новая система борьбы с наличием бездомных животных на основе социального заказа с участием ветеринарных учреждений и общественных организаций.
5. Ремонт внутриквартальных дорог.
6. Капитальный ремонт Набережной Заводской (участок от Речпорта до ж/м Красный Камень).

## Деятельность в Верховной Раде
2012-14 – народный депутат Украины, избран по 28-му избирательному округу, набрав 33% голосов избирателей. Член фракции Партии Регионов, секретарь Комитета Верховной Рады Украины по делам пенсионеров, ветеранов и инвалидов.
На досрочных парламентских выборах 2014 года занял второе место по 28-му избирательному округу, набрав 18% голосов и уступив днепропетровскому городскому голове Ивану Куличенко.
Внесены законопроекты:
1. Про внесення змін до деяких законів України щодо створення і використання корпоративних амортизаційних депозитних рахунків житлових будинків.
2. Про внесення змін до Податкового кодексу України” (щодо підвищення ставок акцизного податку на пиво).
3. Про внесення змін до Бюджетного кодексу України (щодо спрямування доходів від підвищення ставок акцизного податку на пиво на фінансування заходів охорони здоров'я та Національної дитячої спеціалізованої лікарні “Охматдит”).
4. Про внесення змін до Закону України «Про Державний бюджет України на 2013 рік»  (щодо спрямування доходів від підвищення акцизного податку на пиво на будівництво сучасного лікувально-діагностичного комплексу Національної дитячої спеціалізованої лікарні «Охматдит»)».
5. Про внесення змін до розділу XII Податкового кодексу України щодо запровадження місцевого збору на розвиток об’єктів дитячої інфраструктури.
6. Про внесення змін до деяких законів України щодо забезпечення виконання державних зобов’язань перед інвалідами України.
7. Про внесення змін до статті 51 Регламенту Верховної Ради України (щодо посилення дисципліни на пленарних засіданнях Верховної Ради України).
8. Про внесення змін до Закону України «Про загальнообов’язкове державне пенсійне страхування» щодо виплати пенсії у разі виїзду на постійне місце проживання за кордон.
9. Про державну цільову програму імпортозаміщення.
10. Про внесення змін до статті 288.5 Податкового кодексу України щодо визначення розміру річної орендної плати для земель несільськогосподарського призначення.
11. Про внесення змін до статті 123 Бюджетного кодексу України щодо посилення відповідальності органів казначейського обслуговування бюджетних коштів за затримку платежів місцевих бюджетів.

## Общественная деятельность
Председатель общественной организации «Відродження Дніпра», которая занимается поддержанием рыболовства в реке Днепр.
Президент Федерации волейбола Днепропетровской области.
Президент ВК «Днепр».

## Убеждения
Религия: Православие
Промышленность: "При наличии необходимых природных ресурсов в Украине сохраняется высокая зависимость от импорта. Пора перестать инвестировать в экономику других стан. Необходимо развивать производственные мощности, чтобы обеспечить потребление, рабочие места и т.д.".
Власть: "Народные депутаты – это менеджеры государства, они должны быть профессионалами. Управлением не должны заниматься неподготовленные люди, не имеющие права на это в силу отсутствия образования, опыта, квалификации.  Демократия должна быть разумной. Нет такого общественного процесса, который нельзя было бы довести до абсурда. На смену демократии должна прийти технократия – власть профессионалов".
ЖКХ: "Собственникам давно пора понять: приобретя квартиру, мы автоматически получаем какую-то часть дома – стен, крыши, подвала, чердака, лифта, стояка и прочего. Дом – наш! Следовательно, мы обязаны его содержать. Лучший выход – объединение совладельцев многоквартирных домов, создание корпоративных амортизационных депозитных счетов".
Образование: "Болонская система образования в наших условиях – это преступление, мы теряем поколения молодежи. Образование должно быть адекватным требованиям современного рынка труда, тогда и проблема безработицы среди молодежи отпадет сама собой".
Медицина: "Будущее – за страховой медициной. Система, которая существует сейчас, не дает обоснования расходов и стимулов для экономии".
Жизненное кредо: "Никто за тебя ничего не сделает. Делай все сам. Начатое доведи до конца".
Человеческие качества: "В людях ценю такие качества, как профессионализм и честность. Не приемлю предательства. Не люблю непунктуальных людей. Не терплю хамства и «барства» в людях".
Охрана окружающей среды: "Чисто не там где убирают, а там, где не сорят".

## Высказывания
|  | Украина должна дорасти до своей Конституции. |

|  | Коррупции нет там, где нет запретительной функции. |

|  | Время юристов и экономистов прошло. Наступает время инженеров. |

|  | Любая демократия должна иметь свои пределы. |